# Thysanophora striatispora
Thysanophora striatispora är en svampart som beskrevs av G.L. Barron & W.B. Cooke 1970. Thysanophora striatispora ingår i släktet Thysanophora och familjen Trichocomaceae.   Inga underarter finns listade i Catalogue of Life.